# Tommy Reilly
Tommy Reilly MBE (* 21. August 1919 in Guelph, Ontario; † 25. September 2000 in Frensham, Surrey, UK) war ein kanadischer Musiker und spielte chromatische Mundharmonika und Geige.

## Leben
Sein Vater war Dirigent, Jazzmusiker und Gründer der Elmdale Harmonica Band. Mit acht Jahren begann Reilly Geigespielen, ein paar Jahre später begann er mit der Mundharmonika. 1935 zog die Familie nach England. Kurz vor dem Zweiten Weltkrieg tourte er als Mundharmonikaspieler durch die Varietés Europas und wurde bei Kriegsausbruch im Deutschen Reich als Staatsbürger eines Kriegsgegners in Internierungslagern festgehalten. In dieser Zeit entwickelte er die klassische Spielweise für die Mundharmonika und erschloss so das Instrument auch für die klassische Musik. Nach 1945 wurde er über Rundfunk in ganz Großbritannien ein bekannter Mann. Er wurde in aller Welt zum gefragten Mundharmonikasolisten für klassische Konzerte. 1951 komponierte Michael Spivakovsky für ihn ein Konzert für Mundharmonika anlässlich eines britischen Musikfestivals. Seitdem wurden ihm 30 weitere Werke von bekannten Komponisten gewidmet, z. B. Gordon Jacob, Ralph Vaughan Williams und James Moody. Für Spieler der chromatischen Mundharmonika schrieb er das grundlegende Theoriebuch „Play Like the Stars“. 1992 wurde er zum Mitglied des Ordens des britischen Empire ernannt.